# Merona operculata
Merona operculata is een hydroïdpoliep uit de familie Oceaniidae. De poliep komt uit het geslacht Merona. Merona operculata werd in 1978 voor het eerst wetenschappelijk beschreven door Watson. 